# Грембецький Микола
Микола Грембецький — український державний та військовий діяч. Дворянин Гетьмана України Даміана Многогрішного, сотник Роїський (1689–1692), чернігівський полковий обозний (1698–1711). Наказний полковник Чернігівського полку під час війни з Кримським ханством (1710) та під час війни з Ханською Україною (1712–1713).
Зять сотника Чернігівського Станіслава Кохановського. Свояк Генерального Писаря Карпа Мокрієвича, Генерального Осаула Івана Ломиковського, полковника стародубівського Михайла Миклашевського, а також інших представників вищої старшини Гетьманщини. Батько Федора Грембецького, чоловіка Євдокії Фридрикевич — доньки Христофора Фридрикевича, пасерба Гетьмана України Іоанна Мазепи.
Вихованець Києво-Могилянської академії.

## Біографія
Навчався в Києво-Могилянській академії у 1660-х роках.
Вступив на козацьку службу за Гетьмана України Деміана Многогрішного й був при його дворі 1672–1676.
Перейшовши до Чернігівського полку, жив як військовий товариш, працюючи у Чернігівській полковій канцелярії. 1677 підвищений в ранзі до значкового товариша за полковника чернігівського В.Дуніна-Борковського (1672–1685), з яким воював під Чигирином проти турків (1678).
За Гетьмана України Іоанна Мазепи — сотник роїський (1689, 1692, містечкоко Роїще розташоване поблизу Чернігова). 1692–1699 — чернігівський полковий осавул за полковника Я. Лизогуба (1687–1698), з яким ходив здобувати Азов. 1699, після смерті останнього став наказовим чернігівським полковником аж до обрання Юрія Яковича Лизогуба чернігівським полковником (1698–1704).
1698–1723 — обозний Чернігівського полку.
Командував козаками Чернігівського полку як наказний полковник 1710, коли воював з татарами, та 1712–1713.
Був одружений з дочкою чернігівського сотника Станіслава Кохановського (Коханенка).